# Kustgropspindel
Kustgropspindel (Silometopus ambiguus) är en spindelart som först beskrevs av O. Pickard-Cambridge 1905.  Kustgropspindel ingår i släktet Silometopus och familjen täckvävarspindlar. Arten är reproducerande i Sverige. Inga underarter finns listade i Catalogue of Life.